# 黄茅乡
黄茅乡，是中华人民共和国湖南省怀化市会同县下辖的一个乡镇级行政单位。

## 行政区划
黄茅乡下辖以下地区：
白羊村、长田村、架坪村、土洞村、黄茅团村、林家溪村、长寨村、高峰村、翁杓村、翁堆村、翁顶村、塘枧村和抱蓬村。